# August Fischer (Bildhauer)

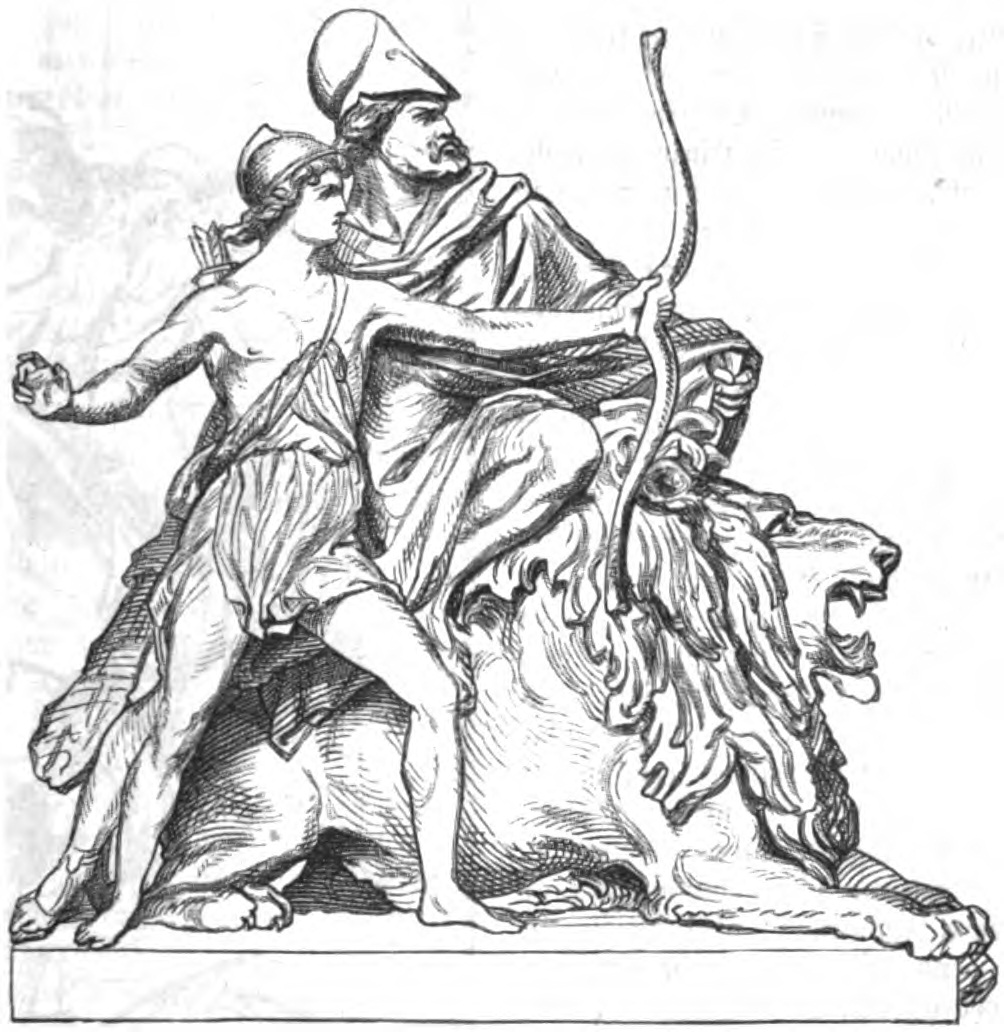
Kämpfergruppe von August Fischer.

Ferdinand August Fischer, auch August Fischer (* 17. Februar 1805 in Berlin; † 2. April 1866 ebenda) war ein preußischer Bildhauer und Medailleur.

## Leben
Fischer war ein Sohn eines Goldpolierers und absolvierte zunächst eine Ausbildung zum Goldschmied. Anschließend begab er sich auf die Wanderschaft durch Mittel- und Norddeutschland, ehe er sich der Plastik zuwandte und unter Johann Gottfried Schadow und Christian Daniel Rauch ein Studium der Bildhauerei an der Berliner Akademie begann. Seit der Mitte der 1840er Jahre war dort als Lehrer tätig wurde 1847 Mitglied der Akademie und Professor. Neben der Großplastik versuchte er sich, angeregt durch seinen älteren Bruder Johann Karl Fischer, auch in der Herstellung kleinerer Flachreliefs und modellierte einige Schaumünzen, fertigte Modelle für Silber- und Goldwerke und stellte überwiegend Objekte für die Kunstindustrie her. Er fertigte auch zahlreiche dekorative Architekturplastiken, so beispielsweise die Gesimsgruppen an der Börse oder eine Mosesstatue auf der Kuppel des Berliner Schlosses.
Er starb 1866 im Alter von 61 Jahren in Berlin und wurde auf dem dortigen Friedhof II der Sophiengemeinde an der Bergstraße beigesetzt. Das Grab ist nicht erhalten.

## Werke

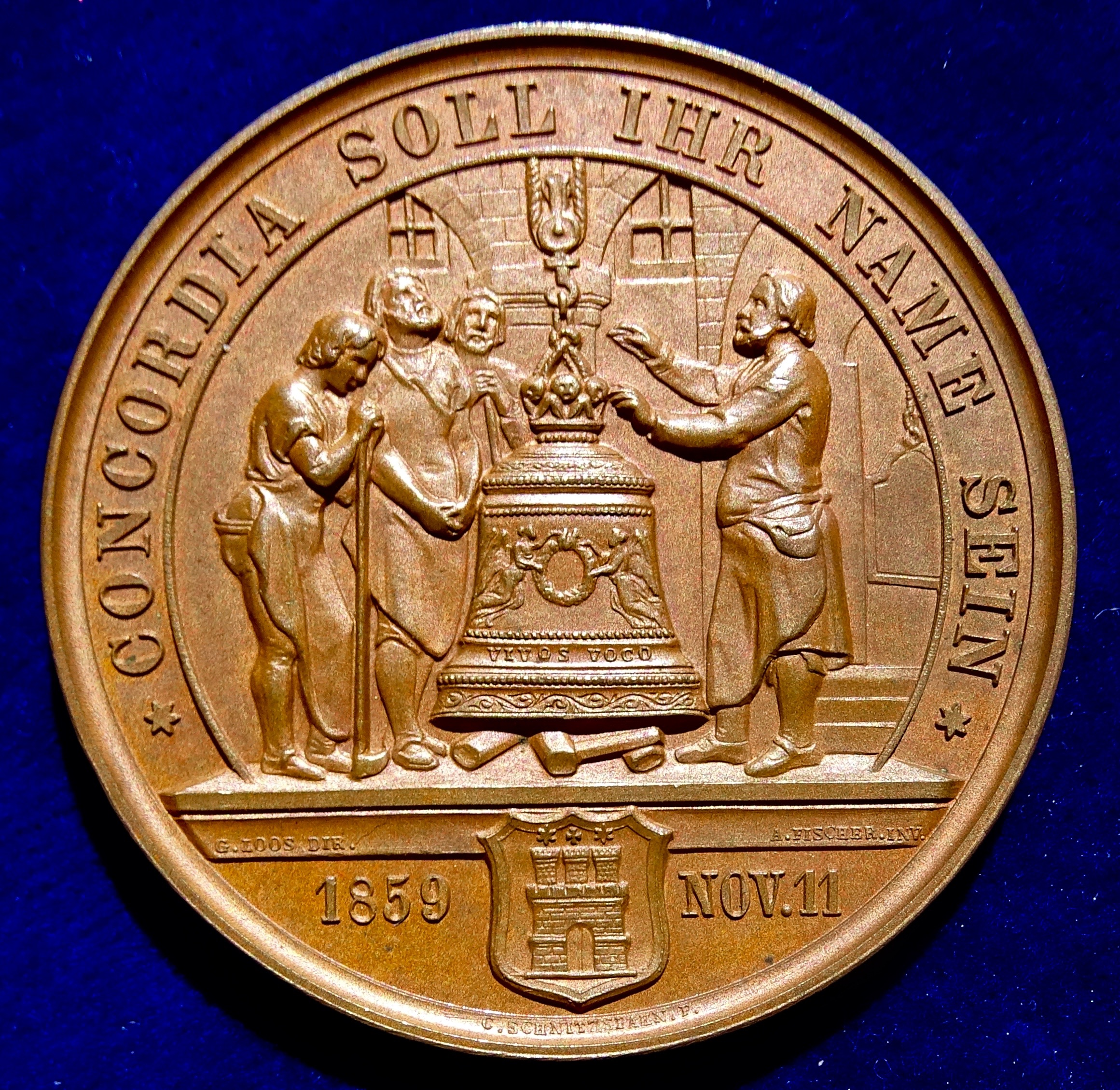
Schillers Lied von der Glocke auf einer Hamburger Medaille von August Fischer und Christian Schnitzspahn zu Schillers 100. Geburtstag 1859.

- Zahlreiche Medaillen sowie Kleinplastiken aus Gold und Silber.[4][5]
- Besonders wertvoll ist die Medaille, die der Senat der Akademie in Auftrag gab, um sie dem Schöpfer des Friedrichsdenkmals Christian Daniel Rauch bei der Enthüllung 1851 zu überreichen.
- Der Glaubensschild, nach einer Zeichnung von Peter Cornelius gefertigt, ein Patengeschenk von König Friedrich Wilhelm IV. für Albert Edward von Sachsen-Coburg und Gotha, Prince of Wales.
- ein Tafelaufsatz, von der Stadt Berlin in Auftrag gegeben und dem Kronprinzen von Preußen als Hochzeitsgeschenk überreicht.
- Der sogenannte  Legitimitätsschild, den deutsche Adlige dem Exkönig Franz II. von Neapel verehrten.

Plastischen Arbeiten (Auswahl):
- die Statue einer römischen Wasserträgerin (1839, von Kronprinz Wilhelm I. angekauft)
- die Mosesstatue aus Sandstein auf der Berliner Schlosskuppel (zerstört)
- Minerva und Merkur auf der Balustrade des königlichen Schlosses (zerstört)

Zur gut 18 Meter hohen Berliner Friedenssäule von Christian Gottlieb Cantian, auf der sich die bronzene Friedensgöttin von Christian Daniel Rauch befindet und die zur Erinnerung an die Schlacht bei Waterloo auf dem Belle-Alliance-Platz (heute Mehringplatz) aufgestellt wurde, entwarf Fischer vier allegorische Marmorgruppen, die die an der Schlacht beteiligten Mächte symbolisieren sollten. Einen Adler für Preußen, eine Löwin für England, einen Löwen für die Niederlande sowie ein liegendes Pferd für das Königreich Hannover. Nach Fischers Tod  wurden sie 1876  von den Bildhauern Heinrich Walger (1829–1909) und Julius Franz ausgeführt. Diese Skulpturen sind nicht mehr erhalten. Die Entwürfe beeinflussten den Schweizer Bildhauer Ferdinand Schlöth bei seiner Gestaltung des Winkelried-Denkmals in Stans, aufgestellt 1865.